# Ка Берлоне
Ка Берлоне (італ. Cà Berlone, італ. Cà Berloni) — маленьке село (італ. curazia) у державі Сан-Марино. Територіально належить до муніципалітету Сан-Марино.
Розташоване на пагорбі Монте Куччо (388 м), поблизу кордону з муніципалітетом К'єзануова. Неподалік від села, на кордоні з Італією, знаходиться промислова зона.